# Nendö

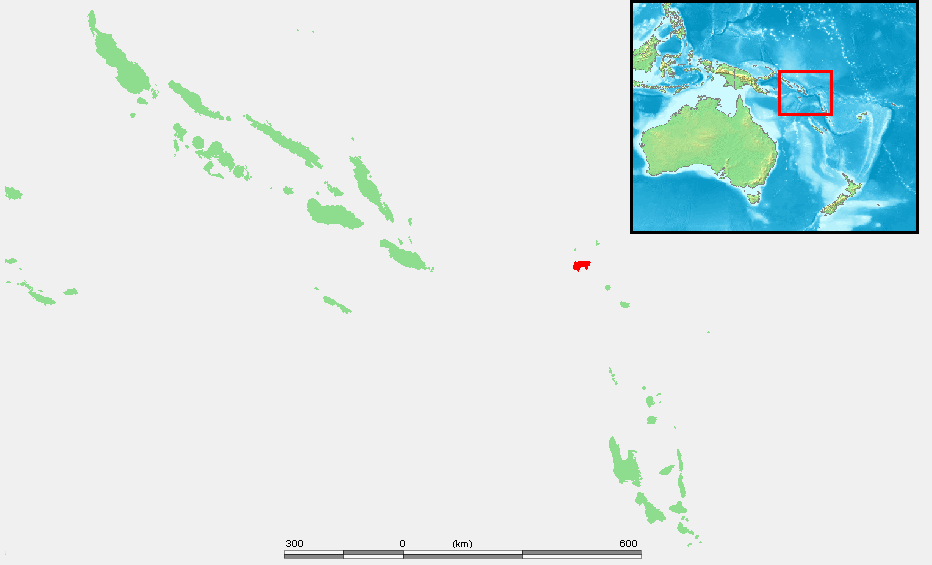
Localización de la isla de Nendö.

Nendö es la mayor y más importante de las islas Santa Cruz, en Temotu, provincia de las Islas Salomón. La isla también es conocida con los nombres de Santa Cruz, Ndeni, Nitendi o Ndende. El nombre de Santa Cruz le fue dado por el marino y explorador español Álvaro de Mendaña quien en su segundo viaje a las Salomón en 1595 intentó fundar una colonia en estas islas. Sin embargo Mendaña fracasó en su empeño y murió en la misma isla de Nendö.
La isla está localizada a 10°25'12" Sur de latitud y 165°30' Este de longitud. Nendö tiene 40 km de longitud y 22 km de ancho, con una superficie de 505.5 km². El punto más elevado de la isla tiene una altitud de 549 metros sobre el nivel del mar.
La población en 2007 ronda los 5000 individuos, y étnicamente se divide en melanesios y papúes orientales.
A tan sólo un kilómetro de distancia se encuentran las pequeñas islas de Malo o Tömotu Neo al noroeste y de Nibanga o Tömotu Noi al sureste.
Lata es la principal ciudad de la isla y a su vez, capital de la provincia de Temotu.
El 6 de febrero de 2013 la isla fue azotada por un terremoto de magnitud 8.0, lo que activó una alerta de tsunami.